# Beneixama
Beneixama è un comune spagnolo situato nella comunità autonoma Valenciana.
È famosa per la sua grande centrale elettrica fotovoltaica, con potenza di picco di ben 20 MW, fatto costruire dalla City Solar.